# District 6

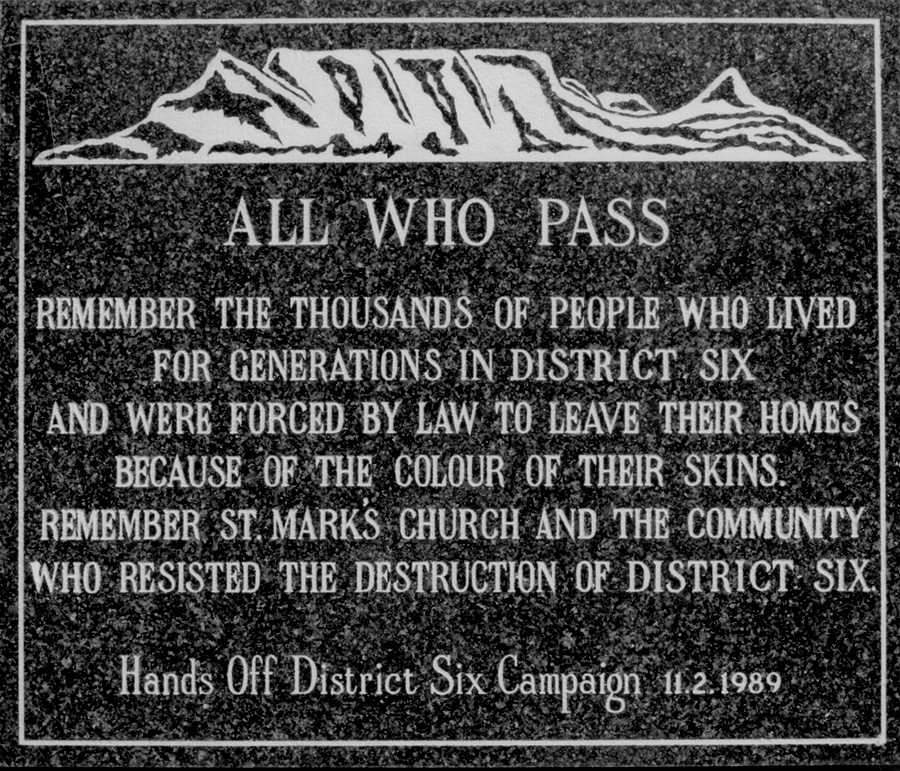
Plaque en mémoire du District 6

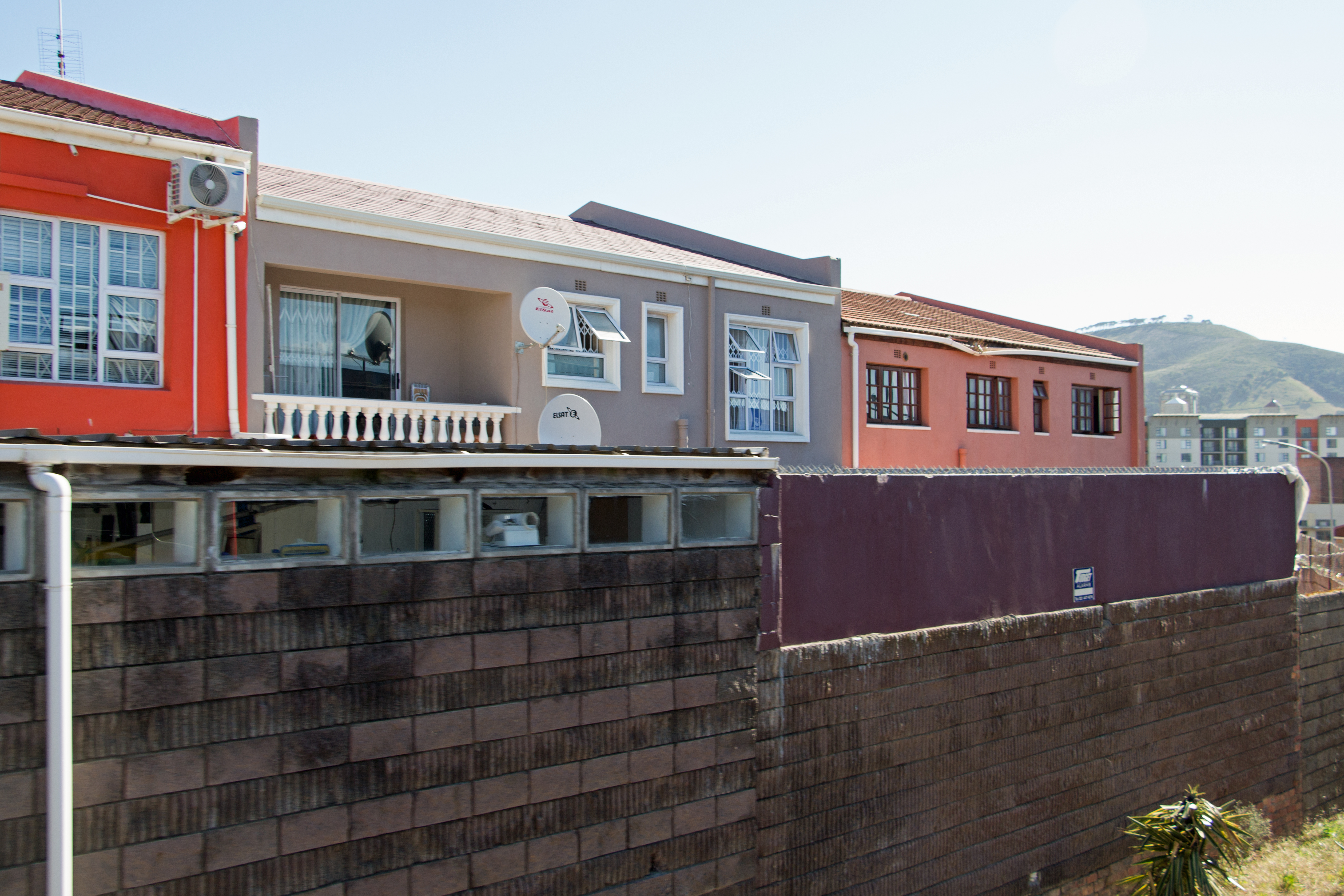
Nouvelles maisons situées dans l'ancien district 6

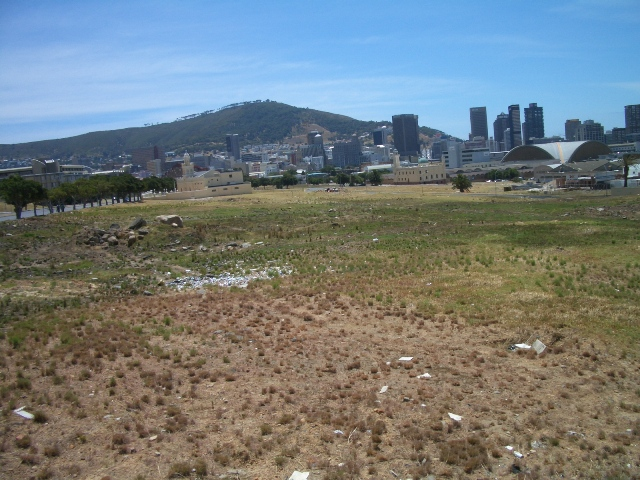
Terrain vague dans l'ancien district Six

Le District 6 (Distrik Ses en afrikaans) était un quartier résidentiel cosmopolite du Cap en Afrique du Sud.
Il acquit sa notoriété historique à partir des années 1970 à la suite de l'expulsion et la relocalisation de ses 60 000 habitants, majoritairement coloureds, suivi de sa destruction pour y établir de nouveaux quartiers (alors blancs) tels que Walmer Estate et Zonnebloem, en application du Group Areas Act. Toutefois, une grande partie du secteur de l'ancien district 6 est resté à l'état de terrain vague.

## Création et destruction
L'endroit a été nommé en 1867 Sixth Municipal District of Cape Town car il était le sixième district municipal de la ville. Il est bordé au nord par Sir Lowry Road, à l'ouest par Tennant Road, au sud par De Waal Drive et à l'est par Cambridge Street. Au début du XXe siècle, c'était un lieu animé par plusieurs communautés d'artisans, de commerçants, avec de nombreux immigrants comme les Malais du Cap amenés par la Compagnie néerlandaise des Indes orientales pendant son administration de la Colonie du Cap. Au tournant du siècle, le quartier accueillait près du dixième de la population de la ville du Cap.
Après la Seconde Guerre mondiale, le District Six était toujours très cosmopolite. Il hébergeait de nombreux Malais du Cap, musulmans, ainsi que des Noirs Xhosas, des Blancs Afrikaners et des Indiens.
Dans le cadre de l'apartheid, le gouvernement entendait cependant supprimer une zone d'interaction interraciale, contraire à la nécessaire séparation des races, et réhabiliter un quartier qu'il désigne comme un bidonville insalubre en proie à la criminalité et un repaire de vice et d'activités immorales (jeu, alcool et prostitution). Les habitants toutefois estimèrent qu'il s'agissait de mauvaises raisons, et que le gouvernement souhaitait récupérer cette zone très proche du centre-ville, du port et de la montagne de la Table.
Le 11 février 1966, le District Six  est décrété pour zone de résidence pour Blancs seulement. Les expulsions et les destructions commencèrent en 1968. Au total, on  dénombre en 1982 qu'environ 60 000 personnes ont été expulsées et relogées à 25 kilomètres, dans les townships de Cape Flats. Les anciennes maisons de la zone de District Six ont été rasées. Si de nouveaux quartiers ont en partie émergé comme Zonnebloem, les investissements immobiliers tardent à se concrétiser et l'endroit est laissé à l'abandon avant que ne s'y installe la faculté de technologie et de mécanique de l'Université du Cap (Cape Technikon sur Keizergracht Street).
Depuis la fin de l'apartheid, des nouveaux bâtiments ont été construits. En 2004, plusieurs anciens résidents étaient de retour pour loger dans de nouvelles maisons.
En 1994, un Musée consacré au district Six, situé au centre-ville du Cap, a été inauguré. Il est devenu un lieu de mémoire commémorant la culture et de l'histoire de ce secteur avant les expulsions de ses habitants. Le rez-de-chaussée est notamment recouvert d'une grande carte du District Six. De nombreux panneaux portant le nom des anciennes rues y sont également exposés.

## Personnalités liées à ce district
- Abdullah Ibrahim : pianiste sud-africain de jazz
- Albert Fritz : homme politique et juriste
- Alex La Guma : écrivain et militant anti-apartheid
- Bessie Head : écrivaine de langue anglaise
- Ebrahim Patel : ministre
- Gerard Sekoto : artiste et musicien
- Lucinda Evans : militante des droits des femmes
- Rahima Moosa : syndicaliste et militante anti-apartheid
- Richard Rive : écrivain et enseignant
- Sathima Bea Benjamin :  chanteuse sud-africaine
- Tatamkhulu Afrika : poète et écrivain sud-africain
- Zainunnisa Abdurahman "Cissie" Gool : militante anti-apartheid

## Sources
- (en) Cet article est partiellement ou en totalité issu de l’article de Wikipédia en anglais intitulé « District Six » (voir la liste des auteurs).

1. ↑  (en) Carl Collison, « Gayle, the language of laughter – and of safety », sur The M&G Online (consulté le 24 décembre 2018)

## Annexe